# Copa de Serbia
La Copa de Serbia (en serbio: Куп Србије) es el torneo de copa nacional de fútbol de Serbia. El nombre oficial de la copa, y por motivos de patrocinio, es Lav Kup Srbije. La Copa de Serbia es el resultado de dos antiguas copas nacionales, la Copa de Yugoslavia y la Copa de Serbia y Montenegro.
Al igual que el campeonato de liga serbio, la Copa de Serbia fue creada en 2006 por la Asociación de Fútbol tras la disolución de Serbia y Montenegro. Los clubes de Montenegro pasaron desde ese entonces a disputar la Copa de Montenegro.
El equipo que se consagra campeón clasifica a la segunda ronda de clasificación de la Liga Europea de la UEFA.

## Palmarés
- Para campeones anteriores véase Copa de Yugoslavia y Copa de Serbia y Montenegro.

| Temporada | Campeón            | Resultado        | Finalista          | Sede de la final                  |
| --------- | ------------------ | ---------------- | ------------------ | --------------------------------- |
| 2006–07   | Estrella Roja      | 2 - 0            | Vojvodina Novi Sad | Estadio Partizan, Belgrado        |
| 2007–08   | Partizan Belgrado  | 3 - 0            | FK Zemun           | Estadio Partizan, Belgrado        |
| 2008–09   | Partizan Belgrado  | 3 - 0            | FK Sevojno         | Estadio Partizan, Belgrado        |
| 2009–10   | Estrella Roja      | 3 - 0            | Vojvodina Novi Sad | Estadio Partizan, Belgrado        |
| 2010–11   | Partizan Belgrado  | 3 - 0 (wo)       | Vojvodina Novi Sad | Estadio Estrella Roja, Belgrado   |
| 2011–12   | Estrella Roja      | 2 - 0            | Borac Čačak        | Estadio Mladost, Kruševac         |
| 2012–13   | FK Jagodina        | 1 - 0            | Vojvodina Novi Sad | Estadio Partizan, Belgrado        |
| 2013–14   | Vojvodina Novi Sad | 2 - 0            | FK Jagodina        | Estadio Partizan, Belgrado        |
| 2014–15   | FK Čukarički       | 1 - 0            | Partizan Belgrado  | Estadio Rajko Mitić, Belgrado     |
| 2015–16   | Partizan Belgrado  | 2 - 0            | Javor Ivanjica     | Estadio Metalac, Gornji Milanovac |
| 2016–17   | Partizan Belgrado  | 1 - 0            | Estrella Roja      | Estadio Partizan, Belgrado        |
| 2017–18   | Partizan Belgrado  | 2 - 1            | FK Mladost Lučani  | Estadio Gradski, Surdulica        |
| 2018–19   | Partizan Belgrado  | 1 - 0            | Estrella Roja      | Estadio Rajko Mitić, Belgrado     |
| 2019–20   | Vojvodina Novi Sad | 2 - 2 (4-2 pen.) | Partizan Belgrado  | Stadion Čair, Niš                 |
| 2020–21   | Estrella Roja      | 0 - 0 (4-3 pen.) | Partizan Belgrado  | Estadio Rajko Mitić, Belgrado     |
| 2021–22   | Estrella Roja      | 2 - 1            | Partizan Belgrado  | Estadio Rajko Mitić, Belgrado     |
| 2022–23   | Estrella Roja      | 2 - 1            | FK Čukarički       | Estadio Rajko Mitić, Belgrado     |
| 2023–24   | Estrella Roja      | 2 - 1            | Vojvodina Novi Sad | Estadio Lagator, Loznica          |
| 2024–25   | Estrella Roja      | 3 - 0            | Vojvodina Novi Sad | Estadio Kraljevica, Zaječar       |

## Títulos por club
| Club                  | Campeón | Años campeón                                   | Subcampeón | Años subcampeón                    |
| --------------------- | ------- | ---------------------------------------------- | ---------- | ---------------------------------- |
| FK Estrella Roja      | 8       | 2007, 2010, 2012, 2021, 2022, 2023, 2024, 2025 | 2          | 2017, 2019                         |
| FK Partizan Belgrado  | 7       | 2008, 2009, 2011, 2016, 2017, 2018, 2019       | 4          | 2015, 2020, 2021, 2022             |
| FK Vojvodina Novi Sad | 2       | 2014, 2020                                     | 6          | 2007, 2010, 2011, 2013, 2024, 2025 |
| FK Jagodina †         | 1       | 2013                                           | 1          | 2014                               |
| FK Čukarički Belgrado | 1       | 2015                                           | 1          | 2023                               |
| FK Zemun              | -       | -----                                          | 1          | 2008                               |
| FK Sevojno †          | -       | -----                                          | 1          | 2009                               |
| FK Borac Čačak        | -       | -----                                          | 1          | 2012                               |
| FK Javor Ivanjica     | -       | -----                                          | 1          | 2016                               |
| FK Mladost Lučani     | -       | -----                                          | 1          | 2018                               |

- † Equipo desaparecido.

## Total copas por club (desde 1914)
- Se consideran la Copa de Yugoslavia y la Copa de Serbia y Montenegro ganadas por equipos serbios.
| Club                      | Títulos | Años campeón |
| ------------------------- | ------- | --- |
| Estrella Roja de Belgrado | 29      | 1948, 1949, 1950, 1958, 1959, 1964, 1968, 1970, 1971, 1982, 1985, 1990, 1993, 1995, 1996, 1997, 1999, 2000, 2002, 2004, 2006, 2007, 2010, 2012, 2021, 2022, 2023, 2024, 2025 |
| FK Partizan Belgrado      | 16      | 1947, 1952, 1954, 1957, 1989, 1992, 1994, 1998, 2001, 2008, 2009, 2011, 2016, 2017, 2018, 2019                                                                               |
| OFK Belgrado              | 5       | 1934, 1953, 1955, 1962, 1966 |
| SK Jugoslavija            | 3       | 1914, 1936, 1939 |
| FK Vojvodina Novi Sad     | 2       | 2014, 2020 |
| FK Jagodina               | 1       | 2013 |
| FK Smederevo              | 1       | 2003 |
| FK Čukarički Belgrado     | 1       | 2015 |
| FK Železnik Belgrado      | 1       | 2005 |
| SAND Subotica             | 1       | 1931 |